# ポール・グルーバー
ポール・グルーバー（Paul Blake Gruber 1965年2月24日- ）はウィスコンシン州マディソン出身の元アメリカンフットボール選手。ポジションはオフェンシブタックル。
ウィスコンシン大学から1988年のNFLドラフト1巡目全体4位でタンパベイ・バッカニアーズに入団し、1999年まで12年間レフトタックルとしてプレーした。1993年にはオールプロに選出されたこともあるベテランのアンソニー・ムニョスが加入しポジションを争ったが、ポジションを守りムニョスはシーズン開幕前に引退した。
1999年のグリーンベイ・パッカーズ戦で足を負傷しチームがNFCチャンピオンシップゲームでセントルイス・ラムズに敗れた試合は欠場した。その後リハビリを行っていたが2000年シーズン開幕前に現役を引退した。
彼の現役時代、バッカニアーズは弱かったためプロボウルには選ばれることはなかった。
2012年にバッカニアーズの殿堂入りを果たした。